# تيودور أنطونين
تيودور أنطونين (بالفرنسية: Théodore Antonin)‏ هو لاعب كرة قدم ومدرب كرة قدم فرنسي، ولد في القرن العشرين في فرنسا.

## وصلات خارجية
- تيودور أنطونين على موقع Soccerway.com (الإنجليزية)
- تيودور أنطونين على موقع عالم كرة القدم.نت (الإنجليزية)